# أوتو لابورت
أوتو لابورت (بالألمانية: Otto Laporte)‏ (28 مارس 1971 23 يوليو 1902) فيزيائي أمريكي ساهم في ميكانيكا الكم ، الموجات الكهرومغناطيسية نظرية نشر، المطيافية، و جريان الموائع. أُعار اسمه إلى قاعدة لابورت في التحليل الطيفي ولجائزة أوتو لابورت من الجمعية الفيزيائية الأمريكية.